# 陳梓健
陳 梓健（ちん しけん、簡体字:陈 梓健、2000年1月5日 - ）は、中国の囲碁棋士。江蘇省無錫市出身、中国囲棋協会所属、八段。全国囲棋個人戦優勝、阿含・桐山杯・同日中決戦優勝、Mlily夢百合杯世界囲碁オープン戦ベスト8など。

## 経歴
5歳の時に囲碁を学ぶ。8歳の時に両親により北京に送られて北京囲碁道場に学ぶ。2011年、全国少年児童戦男子児童組優勝、国務総理杯世界アマチュア囲碁選手権戦で優勝。2012年初段、丙級リーグに青島チームで出場。2014年二段、甲級リーグ出場。2015年建橋杯新人王戦ベスト8。2016年三段。2017年Mlily夢百合杯に出場しベスト8進出、五段。2018年洛陽白雲山杯棋聖戦ベスト8、全国個人戦優勝、博思軟件杯新秀争覇戦優勝、七段。2024年八段、阿含・桐山杯優勝、同日中決戦では一力遼に勝利。
中国囲碁棋士ランキングでは、2012年227位、2016年113位、2017年77位、2023年32位、2024年10月23位。甲級リーグでは山東、貴州チームなどで出場。

### タイトル歴
- 阿含・桐山杯日中決戦 2024年（◯一力遼）
- 全国囲棋個人戦 2018年
- 博思軟件杯中国囲棋新秀争覇戦 2018年
- 阿含・桐山杯中国囲棋快棋公開戦 2024年

### 他の棋歴
- Mlily夢百合杯世界囲碁オープン戦 2017年ベスト8
- グロービス杯世界囲碁U-20 2019年ベスト8
- 中国囲棋甲級リーグ戦
  - 2012年丙級（青島半島棋牌運動倶楽部）
  - 2013年丙級（青島半島棋牌運動倶楽部）
  - 2014年（山東景芝酒業）0-4
  - 2015年（山東景芝酒業）1-4
  - 2016年（山東景芝酒業）2-6
  - 2017年（山東景芝酒業）7-11
  - 2018年（山東景芝酒業）10-15
  - 2019年（山東濰坊高新区）6-8
  - 2020年（衢州爛柯棋院）6-8
  - 2021年（西藏阜康）7-7
  - 2022年（日照山海大象）4-5
  - 2023年（貴州仁懐醤香）9-6
  - 2024年（貴州仁懐醤香）10-5

## 注
1. ↑  “一力遼本因坊、中国の陳梓健八段に敗れる　阿含・桐山杯日中決戦”.   毎日新聞. 2024年12月26日閲覧。